# Taishi Xiang
Taishi Xiang (chinesisch 太史享) war ein Politiker der Wu-Dynastie zur Zeit der Drei Reiche im alten China.
Er war der Sohn des Offiziers Taishi Ci, der seit 198 den Kriegsherren Sun Ce und Sun Quan gedient hatte. Taishi Xiang arbeitete in Sun Quans Sekretariat und wurde später zum Verwalter der Wu-Kommandantur ernannt.